# 携帯式防空ミサイルシステム

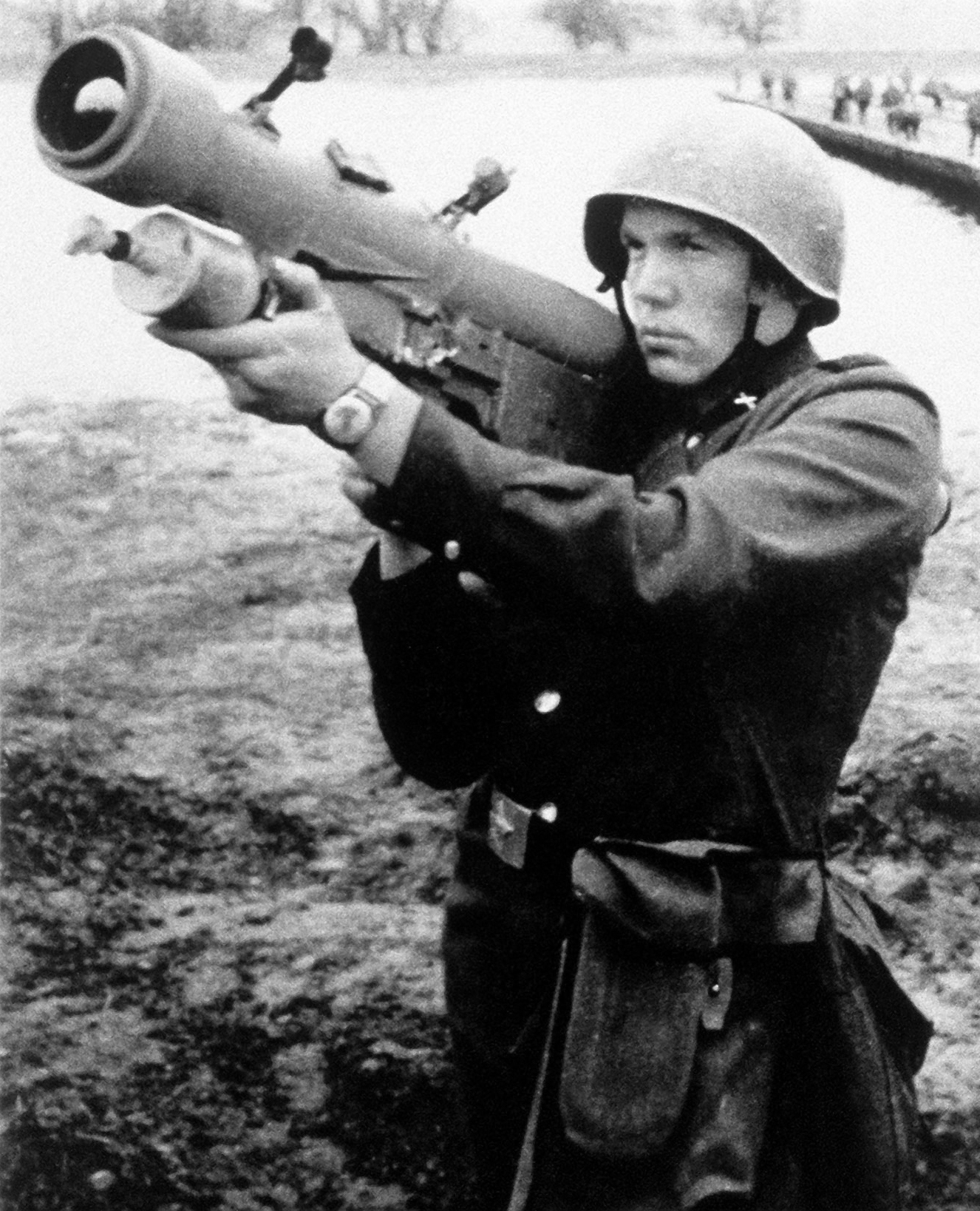
使用状態の9K32

携帯式防空ミサイルシステム（英語: man-portable air-defense systems, MANPADS/MPADS、携帯式地対空ミサイルシステムとも）は、1人で携行可能（man-portable）な地対空ミサイル・システムのこと。個人が肩に乗せて射撃する形態であることが多い。低空を飛ぶ航空機、特にヘリコプターの脅威となる誘導兵器である。

## 概要
MANPADSの原型は、1940年代に、地上部隊を敵航空機から防護するために開発されたフリーガーファウストである。現代においては、テロリストにより民間航空機を標的として使われる可能性があるため、強く警戒されている。こうしたミサイルの供給源は多く、用途も多いため、正規戦であるとテロ組織の戦闘であるとを問わず30年以上にわたって使用され、成果を挙げてきた。
アメリカを含む25の国で生産されている。こうした兵器の所持、輸出および取引は、民間航空に対する大きな脅威となることから公的に厳しく管理されている。
型式にもよるが、全長が約150cmから180cm、重量は16kgから18kg程度である。多くの場合は、標的の探知距離は約10km、交戦可能距離は6km程度である。このことから航空機は高度6,100m以上を飛ぶことでMANPADSの脅威を避けることができる。

## ミサイルの形式

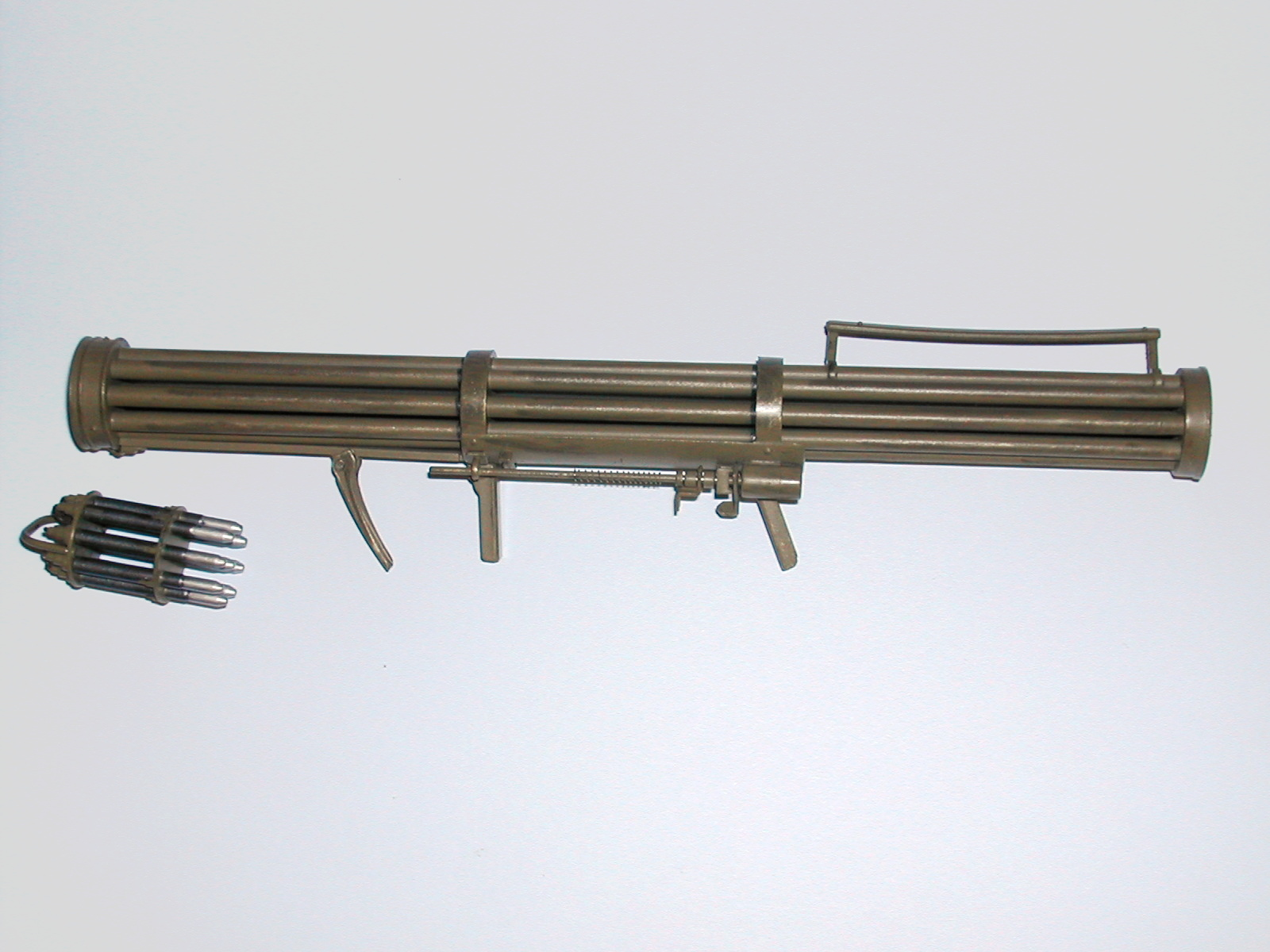
ドイツ軍のフリーガーファウスト

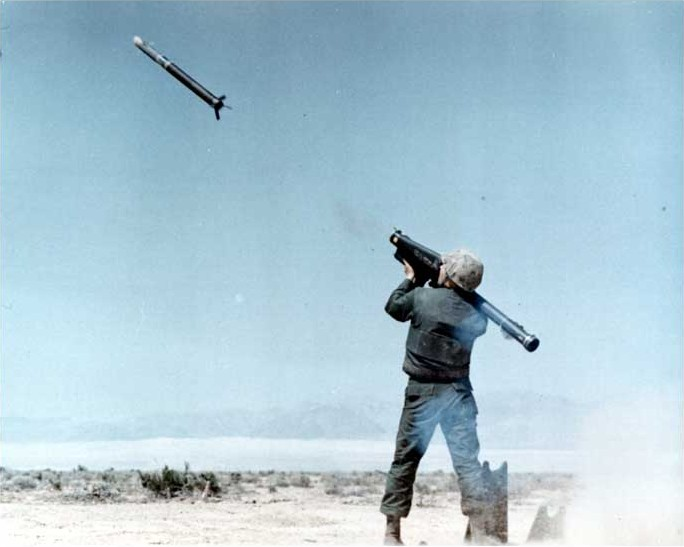
発射直後のFIM-43Cレッドアイミサイル。航続用モーターが点火する前の状態

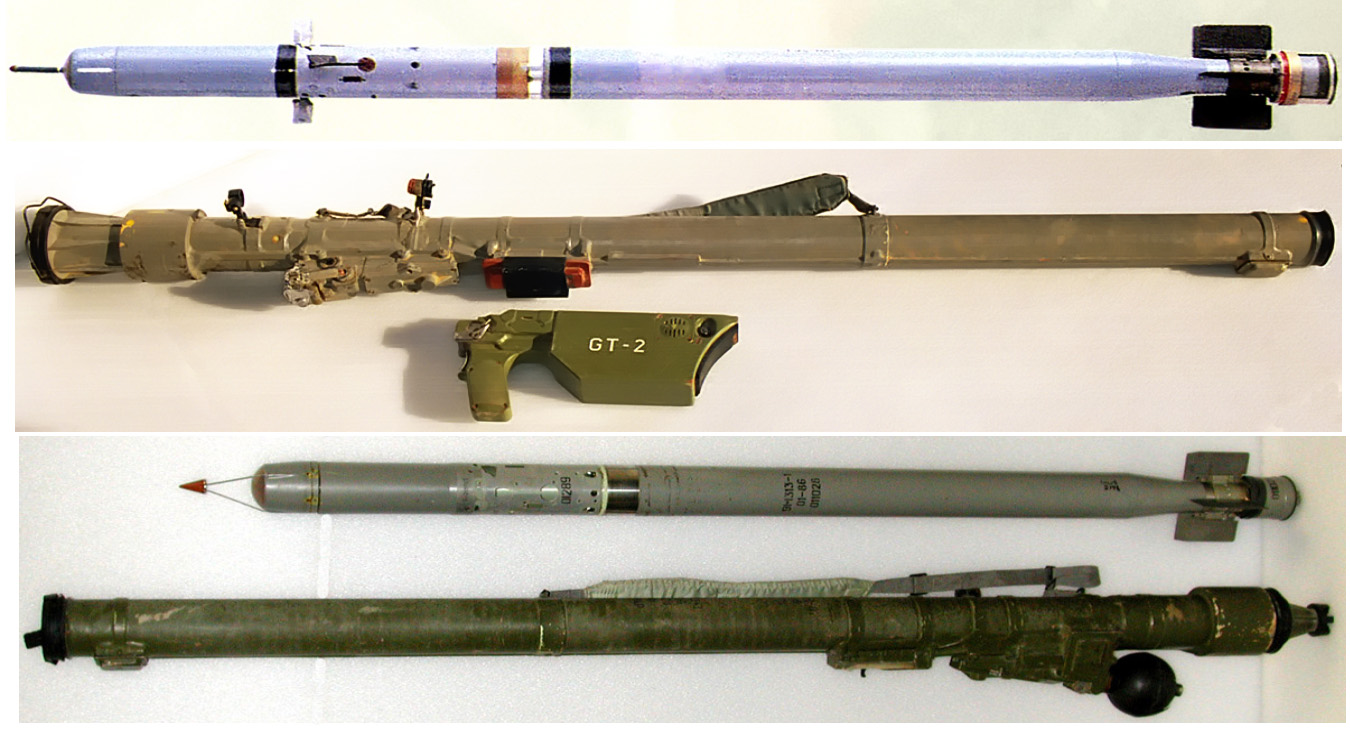
9K38ミサイルおよび発射管とグリップスティック（上方）、9K310ミサイルおよび発射管（下方）

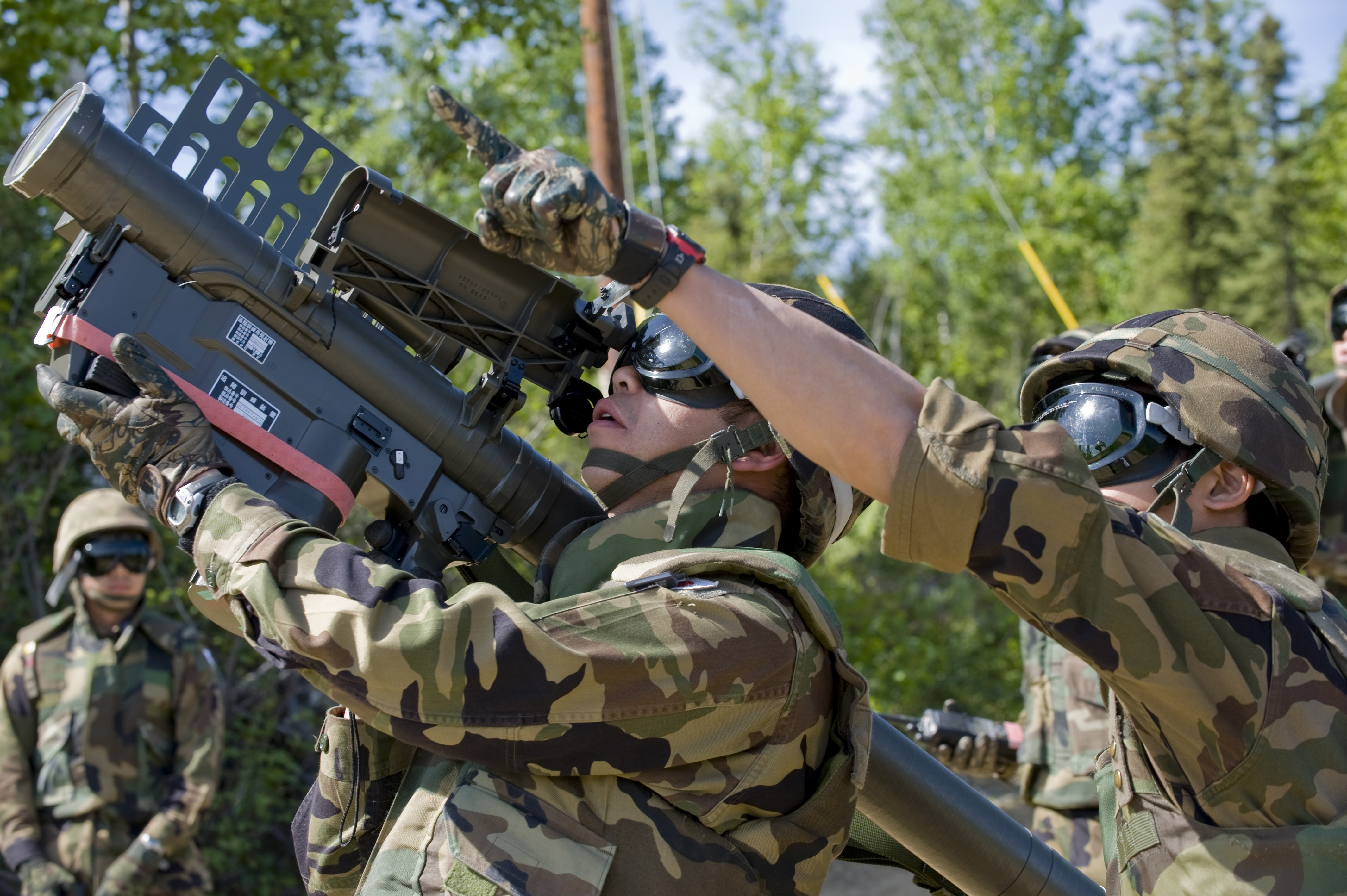
航空自衛隊の隊員が模擬空中標的に対して個人携帯地対空誘導弾(改)を照準しているところ。合同軍事演習、レッドフラッグ・アラスカにて撮影

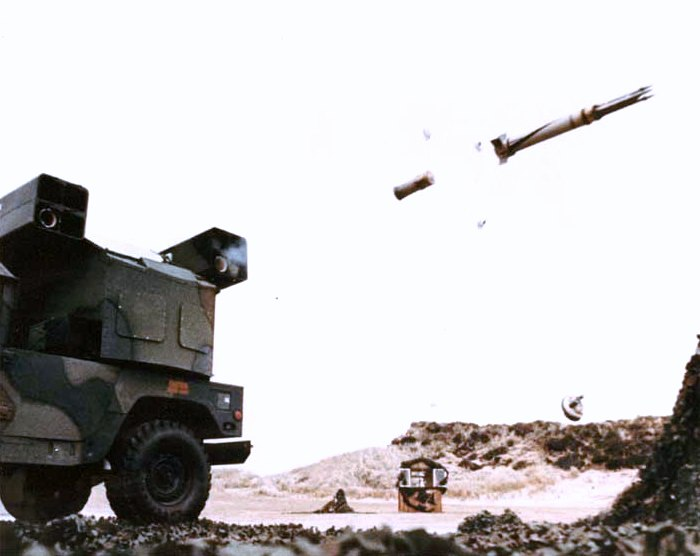
アベンジャー防空システムから発射されたスターストリークSAM

### 無誘導
1944年、ナチス・ドイツは単純だが対戦車兵器として効果的であったパンツァーファウストの設計概念を借用し、無誘導の多砲身20mmロケット弾発射器であるフリーガーファウストを開発した。第二次世界大戦の終結により、この兵器が量産段階に達することはなかった。
第二次大戦の後、ソ連の設計者達もまた、無誘導の多砲身ロケット弾発射器を試験していたものの、この設計概念は赤外線センサーを装備した誘導式のミサイルが好まれたことから放棄された。

### 赤外線誘導
赤外線を使用し、航空機の熱源を追尾するよう設計されるものがある。典型的にはジェットエンジンの排気流を標的とし、熱源内部または付近で弾頭を起爆させて航空機を無力化する。また、パッシブ誘導方式の採用により熱源探知に際してミサイルの側からは信号を発さないため、標的とされた航空機が妨害システムを使用して防御することは困難である。

#### 第一世代
肩撃ち式SAMの第一世代は、1960年代に制式化された、アメリカのFIM-43レッドアイや、ソ連の9K32の初期型、そして中国のHN-5などの赤外線誘導ミサイルである。第1世代の赤外線ホーミング誘導方式では、シーカーが高効率の捕捉を行え交戦可能となるのは航空機の後方からのみ、すなわちミサイルの射撃位置を通過後のみであったため、この世代では「追尾」（文字通り「後方から追いかける」こと）のみ可能であった。後方からであれば、航空機のエンジン部がミサイルのシーカーに完全に露出しており、かつ追尾するに充分な熱信号を与えるからである。第一世代は、太陽などの背景の熱源から熱信号が干渉した際に強い影響を受けやすいもので、精度はやや不正確だった。

#### 第二世代
第二世代の赤外線誘導ミサイルは、第2世代の赤外線ホーミング誘導方式を採用しており、アメリカのFIM-92 スティンガー、ソ連の9K34、中国のFN-6などが挙げられる。この世代のシーカーは、背景中の熱源からの干渉の大部分を除外でき、ヘッドオン（真正面）や側方からでも照準が可能となった。
また、この世代ではフレア（標的となる航空機が搭載することのある対抗手段）に対抗するための技術（IRCCM）が用いられたとされる。また、他にスティンガーでは紫外線モードのような予備の目標探知モードが搭載された。

#### 第三世代
第三世代の赤外線誘導肩撃ち式SAMには、アメリカのPOST型スティンガー、フランスのミストラル、ロシアの9K38 イグラ、また、日本の91式携帯地対空誘導弾（SAM-2）がある。これらは、フレアなどの赤外線妨害技術に対抗するため、二波長光波ホーミングなどの新たな技術を導入している。

#### 第四世代
第四世代のミサイルは、赤外線画像誘導（IIR）方式のような先進的なセンサー・システムを導入したものである。日本の個人携帯地対空誘導弾(改)（SAM-2B）はIIR方式を採用したが、これはMANPADSとしては初の試みであった。アメリカも同様の誘導システムを採用したRMP型スティンガー ブロックIIの開発を進めていたが、これは2002年に断念された。また、さらにロシアやフランス、イスラエルでも開発中と考えられている。

### 指令照準線一致誘導方式
指令照準線一致（CLOS）誘導方式では、熱源、無線、レーダー波などではなく、ミサイルの操縦手または砲手が拡大可能な光学照準器を使用し、目視で標的を捕捉し続けることにより誘導する。この方式の利点の1つは、主にIRミサイルを無力化するフレア等の基本的な対抗システムに実質上の免疫を持つことである。CLOSミサイルの大きな欠点は、高度に訓練されて熟練した操作手を必要とすることだった。1980年代、アフガニスタン紛争における数多くの報告書では、アフガンのムジャーヒディーンが、イギリスの供給するブローパイプCLOSミサイルに失望したことを言及している。その理由はこの兵器の習熟が非常に困難であったこと、また、高速飛行するジェット航空機に対して用いたときは精度が特に落ちたことだった。赤外線誘導ミサイルはしばしばファイア・アンド・フォーゲット（撃ちっ放し）方式と呼ばれるのに対し、CLOSミサイルは習熟度の低い兵員が「撃ちっ放し」のように使用するのには向かない。
後期のCLOSミサイル、例えばイギリスのジャベリンのような製品は砲手の任務をより簡易化するため、光学的追尾装置の代わりに固体素子テレビカメラを用いる。ジャベリンの製造元であるタレス・エア・ディフェンス社は、このミサイルは対抗手段から実質的に影響を受けないと主張している。より先進的なCLOSミサイル、例えばイギリスのスターバーストでは、初期の無線誘導リンクに代わってレーザー・データリンクを用いる。

### レーザー誘導
レーザー誘導方式では、目標への誘導のためにレーザーを使用する。ミサイルは操作手または砲手がレーザーで照準した対象へ向かって飛翔する。スウェーデン製のRBS 70やイギリス製のスターストリークのようなミサイルは全方位から航空機と交戦可能であり、操作手に要求されることは、ジョイスティックを用いてレーザー照準点に標的当て続けることだけである。地上とミサイルの間にはデータリンクが存在せず、ミサイルは発射後に実質的に妨害を受けない。この技術はビームライディングとして知られる。将来的には、操作手が目標を指示する必要があるのは一度のみとなり、手動でレーザー照準点を標的に当て続ける必要はなくなる可能性もある。操作に技量が必要であり、必要となる訓練項目は比較的多くなるものの、21世紀において用いられる対抗手段の大半による欺瞞に強いことから、レーザー誘導ミサイルは特に脅威となりうると考えている。

## 軍用機に対する著名な使用例
- ベトナム戦争における航空機の損失リスト（英語版）
- アフガニスタンにおけるソ連航空機の喪失リスト（英語版）
- フォークランド紛争でのアルゼンチン空軍（英語版）
- フォークランド紛争でのイギリス軍航空作戦（英語版）
- 1991年2月17日、湾岸戦争中の砂漠の嵐作戦において、9K38 イグラによりF-16が1機撃墜された[15]。
- ハビャリマナとンタリャミラ両大統領暗殺事件。1994年4月6日、3名のフランス人乗員および9名の搭乗員を輸送していたダッソー ファルコン 50がルワンダのキガリに着陸準備中、1基のSAMが翼に直撃した。同機にはルワンダ大統領ジュベナール・ハビャリマナおよびブルンジ大統領シプリアン・ンタリャミラが搭乗していた。2発目のミサイルが尾部に命中し、同機は大統領官邸の庭に衝突する前に空中で火を吹き、衝撃で爆発した。この事件はルワンダ虐殺の契機となった。
- 1995年8月30日、ボスニア上空で1機のミラージュ2000Dが熱探知式のMANPADSである9K38により撃墜された。デリバリット・フォース作戦中に、スルプスカ共和国軍所属の防空部隊が防空網の改善を試みる中での事件であった[16]。
- 1999年5月27日、インドにおけるカルギル紛争中にAnza Mk-II（英語版）がインド軍航空機に対する攻撃に使用された。パキスタン陸軍防空部隊によりインド空軍のMiG-27が一機撃墜された[17]。
- 第二次チェチェン紛争中のロシア航空機の喪失リスト（英語版）
- アフガニスタン紛争における航空機の損失リスト（英語版）
- イラク戦争中の航空機撃墜および事故リスト（英語版）
- 2002年ハンカラでのMi-26墜落事件（英語版）。2002年8月19日、ロシア製の9K38地対空ミサイルが過積載状態のMi-26ヘリコプターに命中し、チェチェン共和国の首都グロズヌイ近郊に所在するハンカラ軍用基地の地雷原に墜落する事故が起きた。ロシア人兵員127名および乗員が死亡した。
- 南オセチア紛争において、グルジア側によりポーランド製のグロム（英語版）MANPADSが使用された。
- シリア内戦における航空機の損失リスト（英語版）
- 2011年リビア内戦における航空機の損失リスト（英語版）
- イエメン内戦における航空機の喪失リスト（英語版）
- 2022年ロシアのウクライナ侵攻

## 民間機に対する著名な使用例
- エア・ローデシア825便撃墜事件（英語版）は、携帯式防空ミサイルによる最初の民間航空機の撃墜例である。
- エア・ローデシア827便撃墜事件もまた、1979年2月に9K32ミサイルで武装したジンバブエ人民革命軍（英語版）（ZIPRA）により撃墜された。59名の乗客と乗員が殺害された。
- 1993年トランス・グルジア航空機撃墜事件（英語版）。グルジアのアブハジア地域にあるスフミで起こり、2機の航空機が撃墜された。
- ライオン航空602便（英語版）は、1998年10月7日、タミル・イーラム解放のトラにより撃墜され、スリランカ沖に墜落した。
- 2002年モンバサホテル爆破事件（英語版）。2002年11月28日、モイ国際空港を離陸したボーイング757旅客機に対し9K32が2発発射されたが、命中しなかった。同機はケニアのモンバサからイスラエルへ帰る271名の乗客を乗せ、テルアビブへと無事に帰還した。写真ではミサイルシステムが青い光を発しているが、この色はソ連軍において訓練弾に用いられる色である。訓練用の9K32は誘導システムを持たない。
- DHL貨物便撃墜事件。2003年11月22日、エアバスA300 B4-203F貨物機はDHL社のために運用されていたが、9K34の直撃弾を受け、油圧システムの機能を喪失する結果となった。こののち乗員は各エンジンのスロットルを個別に調節し、エンジン推力の増減のみによって、損傷した機体を無事に不時着させた。
- 2007年トランス・アビア・エクスポートIL76機墜落事件（英語版）。2007年3月23日、モガディシュで起こっていた紛争（英語版）の最中にトランス・アビア・エクスポート航空（英語版）のIL-76機がソマリアのモガディシュ郊外に墜落した。目撃者は地対空ミサイルが事故直前に発射されたと主張しているが、ソマリアの当局は航空機の撃墜を否定した。

## 対策

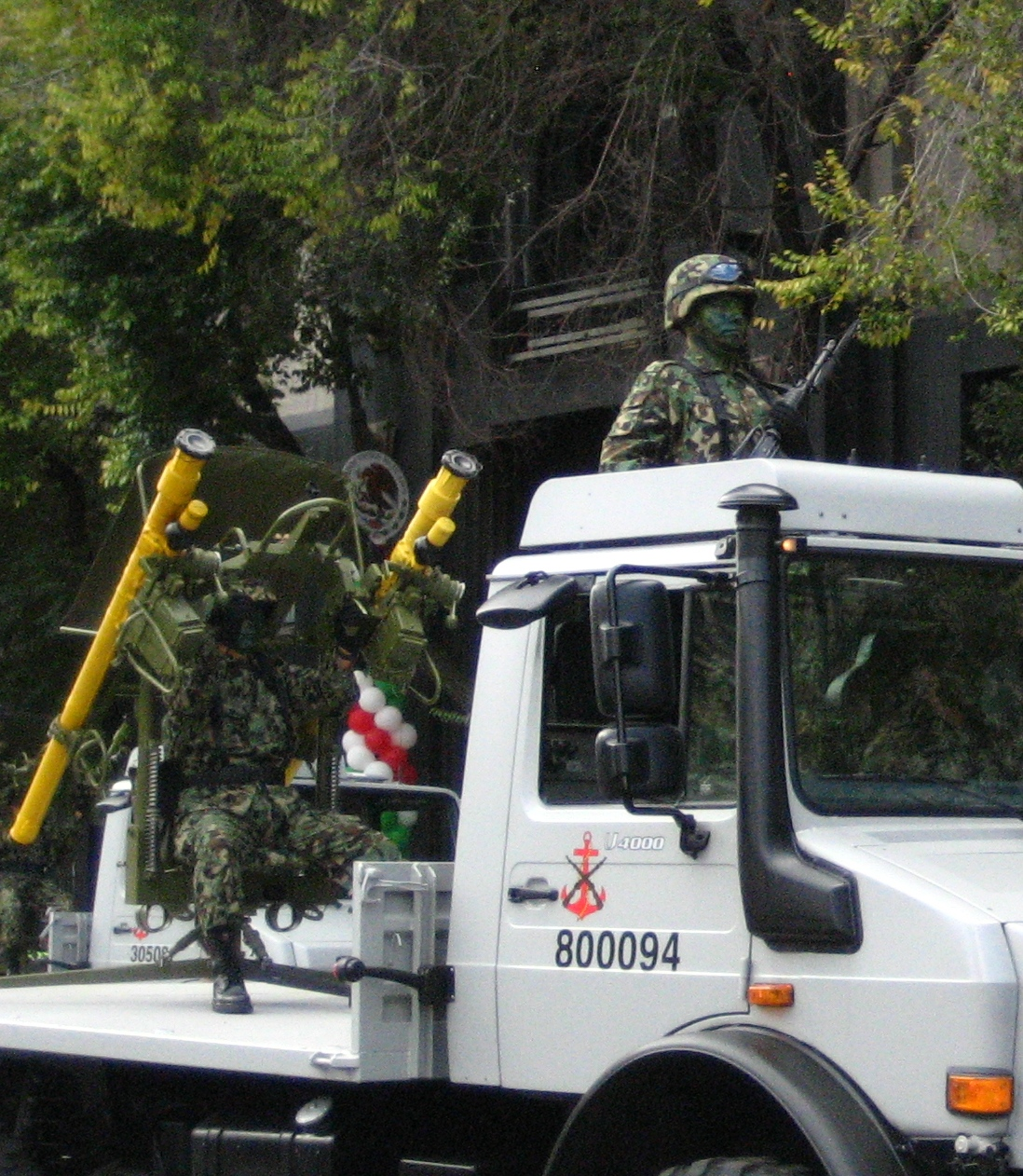
連装ミサイル発射機に搭載された9K38 イグラ。メキシコ海軍所属車輌、メルセデス・ベンツ社製のウニモグに車載されている。メキシコ軍のパレードにおいて撮影

携帯式防空ミサイルシステムは、非正規軍事組織のためのブラックマーケットで人気のある商品である。
こうした組織への拡散は論議を呼び、ワッセナー・アレンジメントは(WA)22 Elements for Export Controls of MANPADSを議題とした。2003年6月2日の第29回主要国首脳会議において「交通保安及び携帯式地対空ミサイル（MANPADS）の管理強化」に関する行動計画が採択された。2003年10月のアジア太平洋経済協力（APEC）の会議ではBangkok Declaration on Partnership for the Futureが開かれ、また2003年7月には欧州安全保障協力機構（OSCE）が安全保障協力のフォーラムにおいてDecision No. 7/03: Man-portable Air Defense Systemsを開いた。
2003年には、コリン・パウエルがミサイルは「航空に対する最も深刻な脅威である」と述べている。このミサイルはヘリコプターと民間旅客機の撃墜に使用でき、わずか数百ドルで不法に販売される。
アメリカ合衆国はこうした兵器を解体する世界的な活動を主導し、2003年以降、30,000基以上が自発的に破壊されたものの、おそらく数十万基がいまだに武装勢力の手中にある。特にイラクでは元独裁者のサッダーム・フセインが所有した軍の工場から兵器が流出し、アフガニスタンでも同様である。
2010年8月、アメリカ科学者連盟（FAS）による報告書では、2009年のメディアのレポートと軍関係者へインタビューした結果、イラクのレジスタンスの隠匿所から「一握りの」違法なMANPADSを回収したことが確認された。

### 軍の妨害装置
MANPADSによる民間旅客機への攻撃事例が増加し、数種類の対抗手段が開発されている。これらは航空機をミサイルから防護することに特化している。
- AN/ALQ-144、AN/ALQ-147、AN/ALQ-157は、アメリカで生産されたシステムで、サンダース・アソシエートにより1970年代に開発された。
- AN/ALQ-212 ATIRCM、AN/AAQ-24 Nemesisは、NATOが採用した指向性赤外線妨害装置である。開発はBAEシステムズおよびノースロップ・グラマン社が各自担当した。

### 民間の妨害装置
- 民間航空機ミサイル保護システム（CAMPS）は、SAABアビトロニクス、ケムリング・カウンターメジャース、ネイチャーリンク・アビエーションによって開発された装置で、非火工赤外線デコイを使用する。
- フライト・ガードは、イスラエルのエルタ・システムズ社による装置である。

## ミサイル

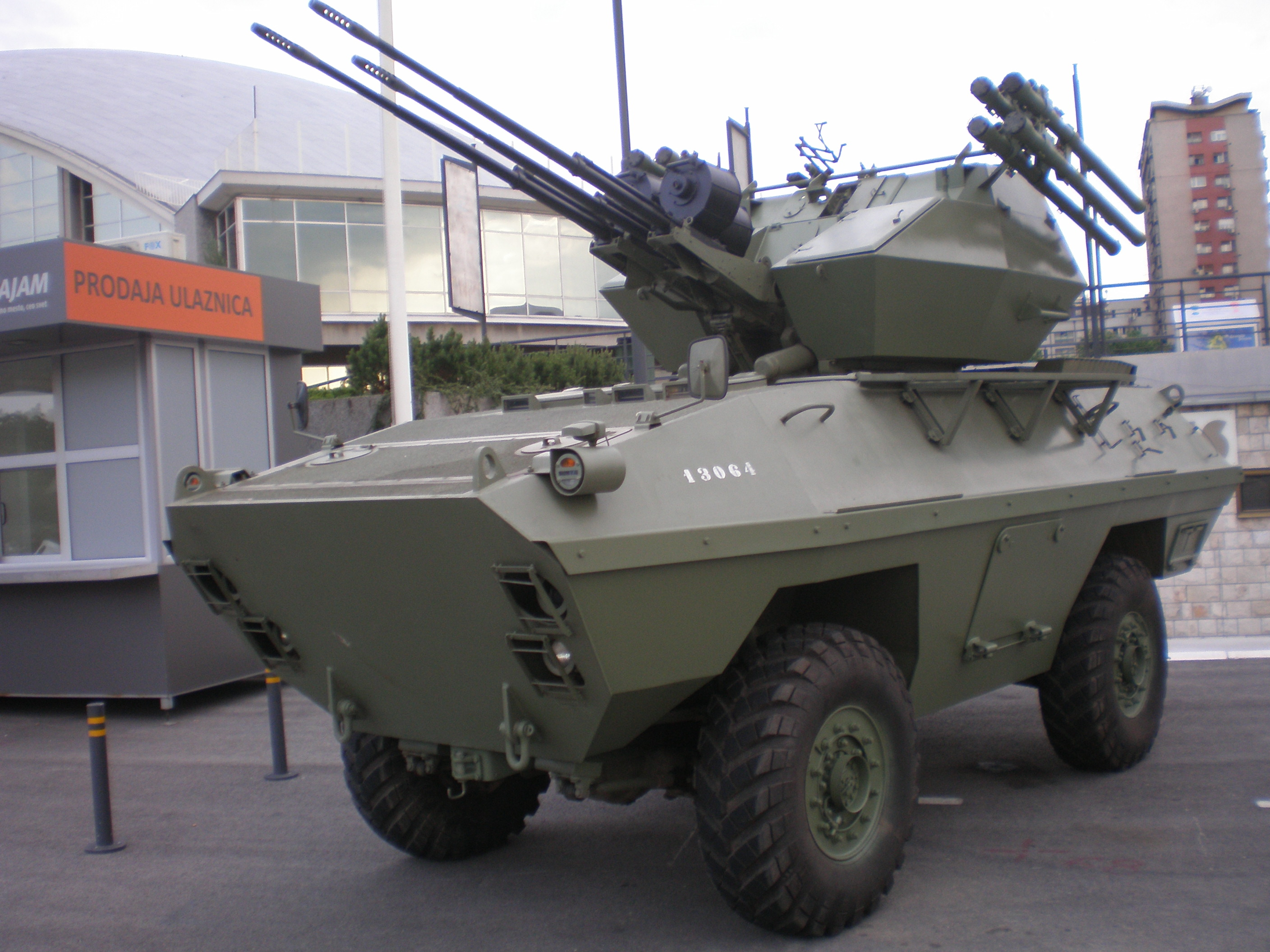
M55 20mm機関砲3門に加え、9K32 8発を搭載したHS M09防空システムを搭載するBOV-3対空装甲車

中国
- HN-5
- QW-1
- QW-2
- QW-3
- HN-6

 フランス
- ミストラル

 イギリス
- ブロウパイプ（英語版）
- ジャベリン
- スターバースト
- スターストリーク
- マートレット

 イラン
- Misagh-1（英語版）
- Misagh-2（英語版）

 日本
- 91式携帯地対空誘導弾

 韓国
- KP-SAM 神弓

 パキスタン
- アンザ（英語版）

 ポーランド
- グロム（英語版）
- ピオルン（英語版）

 ソビエト連邦/ ロシア
- 9K32
- 9K34
- 9K38 イグラ
- 9K310 イグラ-1
- 9K333 ヴェルバ

 スウェーデン
- RBS 70

 アメリカ合衆国
- FIM-43
- FIM-92